# Karuk

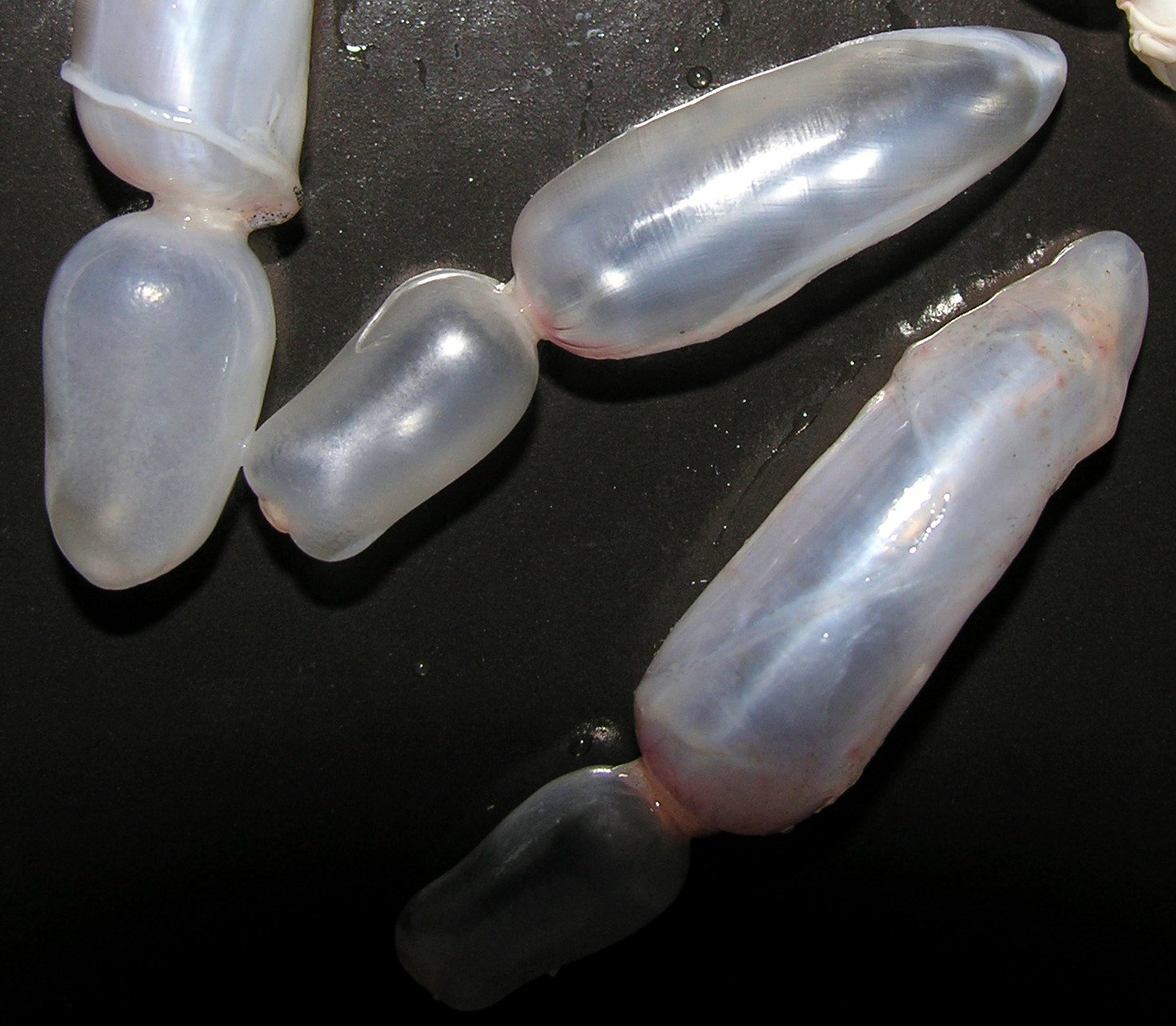
Pęcherze pławne ryb

Karuk – inaczej klej rybi, otrzymywany z wysuszonych pęcherzy rybnych, przede wszystkim bieługi i jesiotra. Obecnie z powodu ochrony tych gatunków (w USA - zakaz importu) produkuje się go z pęcherzy pławnych innych gatunków ryb, najczęściej południowoamerykańskich. Pęcherz pławny wydobyty z ryby umieszczony jest w gorącej wodzie, oczyszczony z żył i mięśni, a następnie suszony. Pęcherz pławny składa się w 70% z kolagenu.

## Zastosowanie
- Jako środek klarujący w produkcji wina i piwa – w piwowarstwie klej rybi, występujący pod postacią płatków, używany jest do usunięcia zmętnienia drożdżowego, które powstaje głównie w piwach górnej fermentacji.[1]
- Jako klej do klejenia papieru – znany jako klej rybi (colla piscium). Jego skomplikowana produkcja oraz wysoka cena powodują, że używany jest głównie do  specjalnych prac restauratorskich oraz przy budowie i naprawie  instrumentów muzycznych (restaurowanie starych skrzypiec), głównie dzięki dużej lepkości i elastyczności, a także wysokiej adhezji przewyższającej inne kleje ze skór i kości. Produkowany od 1880 roku pod marką handlową Syndetikon przez firmę Otto Ring & Co. klej oparty jest na bazie kleju rybiego.

Nazwa karuk stosowana jest również do klejów z odpadków skór, rogów i kości zwierzęcych.